# Başar
Başar ist ein türkischer weiblicher und (überwiegend) männlicher Vorname sowie Familienname.

## Namensträger

### Familienname
- Ali Başar (* 1974), türkischer Schauspieler
- Erol Başar (1938–2017), Physiker und Neurophysiologe
- Günseli Başar (1932–2013), türkische Schönheitskönigin
- Hakkı Başar (* 1969), türkischer Ringer
- Kemal Başar (* 1963), türkischer Theaterregisseur
- Metehan Başar (* 1991), türkischer Ringer
- Oya Başar (* 1956), türkische Schauspielerin
- Savaş Başar (1938–1985), türkischer Schauspieler
- Savaş Alp Başar (* 1996), türkischer Schauspieler
- Şükûfe Nihal Başar (1896–1973), türkischer Schriftsteller
- Tamer Başar (* 1946), türkischer Mathematiker